# Synchronicity (The-Police-Album)
Synchronicity ist das fünfte und letzte Studioalbum von The Police, das im Juni 1983 bei A&M Records erschien.

## Entstehung und Stil
Das Album ist vom Buch The Roots of Coincidence von Arthur Koestler inspiriert, das wiederum Carl Gustav Jungs Theorie der Synchronizität aufnimmt. Sting hatte Koestler in seiner Jugend gelesen. Das Album wurde im Winter 1982 in London, Montserrat und Québec eingespielt. Es kam auch zu Diskussionen über Copelands Stil, und die Schlagzeugspuren wurden beinahe weggeworfen.

## Titelliste
1. Synchronicity I – 3:23
2. Walking in Your Footsteps – 3:36
3. O My God – 4:02
4. Mother (Andy Summers) – 3:05
5. Miss Gradenko (Stewart Copeland) – 2:00
6. Synchronicity II – 5:02
7. Every Breath You Take – 4:13
8. King of Pain – 4:59
9. Wrapped Around Your Finger – 5:13
10. Tea in the Sahara – 4:19
11. Murder by Numbers (Text: Sting, Musik: Andy Summers) – 4:36 (nicht auf der Original-LP)

Drei Stücke wurden als B-Seiten aufgenommen.
1. Someone to Talk To (Summers)
2. Once Upon a Daydream (Sting, Summers)
3. Tea in the Sahara (Live)

Alle Stücke wurden von Sting geschrieben, außer wenn anders angegeben.

## Super Deluxe Edition 2024
Die Super Deluxe Edition von Synchronicity wurde am 26. Juli 2024 veröffentlicht, über 40 Jahre nach der Erstveröffentlichung des Albums. Diese Edition ist das erste umfassende Archivprojekt für The Police und enthält folgende Komponenten:
- 6 CDs mit insgesamt 55 bisher unveröffentlichten Tracks/Versionen
- Neu remasterte Version des Originalalbums (im Abbey Road Studio)
- B-Seiten und Bonustracks
- Unveröffentlichtes Material wie Demos, alternative Aufnahmen und Outtakes
- Kompletter Konzertmitschnitt aus dem Oakland-Alameda County Coliseum in Kalifornien

Der Inhalt der 6 CDs besteht aus:
1. Remastertes Originalalbum
2. B-Seiten und Bonustracks
3. & 4. Unveröffentlichtes Material
4. & 6. Komplettes Livekonzert

Die Edition beinhaltet außerdem:
- Ein Hardcover-Buch im LP-Format
- Neue Liner Notes
- Interviews
- Seltenes Archivmaterial
- Bisher unveröffentlichte Fotos

Neben der 6-CD-Version wurden auch andere Formate veröffentlicht, darunter:
- 2-CD Deluxe Edition
- 4-LP Super Deluxe Edition
- Picture Disc LP mit alternativer Trackreihenfolge[3][4][5]

## Rezensionen
Stephen Thomas Erlewine von Allmusic schrieb, die Hits auf dem Album gehörten zum Besten, was Sting geschrieben habe, machten aber auch deutlich, dass er für eine Solokarriere bereit war. Er vergab viereinhalb von fünf Sternen. Er ergänzte zudem: „Wie um zu beweisen, dass The Police immer noch eine Band sind, gibt es je einen Song von Stewart Copeland und Andy Summers, die beide so schrecklich sind, als ob sie versuchen würden, das Album zu sabotieren.“
Das Album wurde in die Anthologie der 1001 Albums You Must Hear Before You Die aufgenommen.

## Kommerzieller Erfolg

### Chartplatzierungen
| ChartsChartplatzierungen       | Höchstplatzierung | Wochen |
| ------------------------------ | ----------------- | ------ |
| Deutschland (GfK)              | 3 (33 Wo.)        | 33     |
| Österreich (Ö3)                | 11 (11 Wo.)       | 11     |
| Schweiz (IFPI)                 | 15 (5 Wo.)        | 5      |
| Vereinigte Staaten (Billboard) | 1 (76 Wo.)        | 76     |
| Vereinigtes Königreich (OCC)   | 1 (49 Wo.)        | 49     |

| ChartsJahrescharts (1983) | Platzierung |
| ------------------------- | ----------- |
| Deutschland (GfK)         | 13          |

### Auszeichnungen für Musikverkäufe
| Land/Region                  | Auszeichnungen für Musikverkäufe (Land/Region, Auszeichnung, Verkäufe) | Verkäufe  |
| ---------------------------- | ---------------------------------------------------------------------- | --------- |
| Brasilien (PMB)              | Gold                                                                   | 100.000   |
| Deutschland (BVMI)           | Gold                                                                   | 250.000   |
| Frankreich (SNEP)            | Platin                                                                 | 400.000   |
| Hongkong (IFPI/HKRIA)        | Gold                                                                   | 10.000    |
| Kanada (MC)                  | Platin                                                                 | 100.000   |
| Neuseeland (RMNZ)            | 3× Platin                                                              | 60.000    |
| Niederlande (NVPI)           | Gold                                                                   | 50.000    |
| Vereinigte Staaten (RIAA)    | 8× Platin                                                              | 8.000.000 |
| Vereinigtes Königreich (BPI) | Platin                                                                 | 300.000   |
| Insgesamt                    | 4× Gold · 14× Platin ·                                                 | 9.170.000 |

Hauptartikel: The Police/Auszeichnungen für Musikverkäufe